# Varga Péter (labdarúgó, 1990)
Varga Péter (Székesfehérvár, 1990. október 26. –), magyar U20-as válogatott labdarúgó, posztja hátvéd.

## Pályafutása
A fehérvári születésű labdarúgó a Videotonban kezdett, el játszani, majd az Ikaruson keresztül az MTK-hoz került. 16 évesen az Arsenal és a Liverpool is szívesen a korosztályos csapatában tudta volna, de ő végül a Manchester Cityt választotta. Csapatával többek közt a rangos Youth Cup döntőjébe is bejutott. Tavaly felbontotta a szerződését a klubjával, így szabadon igazolhatóvá vált. Ősszel a Ferencváros csapatával is tréningezett, de az Újpestiektől kapott szerződést, akik egyből a felnőtt csapathoz irányították. Péter végigjárta a korosztályos válogatottakat, tagja volt a világbajnoki bronzérmes Magyar U20-as válogatott bő keretének is.